# Venezuela en los Juegos Centroamericanos y del Caribe
Venezuela participa en los Juegos Centroamericanos y del Caribe desde la cuarta edición, realizada en Panamá en 1938.
El país está representado ante los Juegos Suramericanos por el Comité Olímpico de Venezuela y fue sede de la octava y décima octava edición del evento deportivo en Caracas 1959 y Maracaibo 1998 respectivamente.

## Delegación
Para los XXI Juegos Centroamericanos y del Caribe, Venezuela contó con una delegación de 493 deportistas los cuales participaron en 38 disciplinas deportivas.

## Medallero histórico
Venezuela a pesar de haber albergado los juegos en 1959 y 1998 (Caracas y Maracaibo respectivamente) obtuvo su mejor participación en XXI Juegos Centroamericanos y del Caribe Mayagüez 2010 obteniendo 114 preseas doradas.
| Año   | País                               | Sede                       | Posición     | Oro | Plata | Bronce | Total |
| ----- | ---------------------------------- | -------------------------- | ------------ | --- | ----- | ------ | ----- |
| 1926  | Bandera de México                  | Ciudad de México           | no participó | -   | -     | -      | -     |
| 1930  | Bandera de Cuba                    | La Habana                  | no participó | -   | -     | -      | -     |
| 1935  | Bandera de El Salvador             | San Salvador               | no participó | -   | -     | -      | -     |
| 1938  | Bandera de Panamá                  | Ciudad de Panamá           | 6/10         | 3   | 2     | 6      | 11    |
| 1946  | Bandera de Colombia                | Barranquilla               | 9/13         | 3   | 3     | 5      | 11    |
| 1950  | Bandera de Guatemala               | Ciudad de Guatemala        | no participó | -   | -     | -      | -     |
| 1954  | Bandera de México                  | Ciudad de México           | 3/11         | 14  | 18    | 21     | 53    |
| 1959  | Bandera de Venezuela               | Caracas                    | 2/12         | 35  | 31    | 34     | 100   |
| 1962  | Bandera de Jamaica                 | Kingston                   | 2/15         | 15  | 27    | 15     | 57    |
| 1966  | Bandera de Puerto Rico             | San Juan                   | 5/18         | 9   | 21    | 19     | 39    |
| 1970  | Bandera de Panamá                  | Ciudad de Panamá           | 6/21         | 5   | 12    | 14     | 31    |
| 1974  | Bandera de la República Dominicana | Santo Domingo              | 3/23         | 14  | 16    | 25     | 55    |
| 1978  | Bandera de Colombia                | Medellín                   | 6/21         | 5   | 20    | 31     | 51    |
| 1982  | Bandera de Cuba                    | La Habana                  | 3/22         | 19  | 39    | 54     | 112   |
| 1986  | Bandera de la República Dominicana | Santiago de los Caballeros | 3/26         | 18  | 42    | 60     | 120   |
| 1990  | Bandera de México                  | Ciudad de México           | 5/29         | 14  | 42    | 72     | 128   |
| 1993  | Bandera de Puerto Rico             | Ponce                      | 3/31         | 23  | 72    | 58     | 154   |
| 1998  | Bandera de Venezuela               | Maracaibo                  | 3/32         | 56  | 68    | 67     | 197   |
| 2002  | Bandera de El Salvador             | San Salvador               | 2/31         | 103 | 94    | 80     | 277   |
| 2006  | Bandera de Colombia                | Cartagena de Indias        | 4/32         | 49  | 90    | 124    | 263   |
| 2010  | Bandera de Puerto Rico             | Mayagüez                   | 2/31         | 114 | 104   | 104    | 322   |
| 2014  | Bandera de México                  | Veracruz                   | 4/31         | 56  | 79    | 110    | 245   |
| 2018  | Bandera de Colombia                | Barranquilla               | 4/37         | 34  | 48    | 73     | 155   |
| 2023  | Bandera de El Salvador             | San Salvador               | -/-          | -   | -     | -      | -     |
| 2026  | Bandera de la República Dominicana | Santo Domingo              | -/-          | -   | -     | -      | -     |
| Total | Total                              |                            | 3/34         | 589 | 828   | 972    | 2389  |

## Desempeño
Venezuela ocupó el segundo lugar en la última edición de los Juegos Mayagüez 2010.

### XXI Juegos Centroamericanos y del Caribe Mayagüez 2010
Fuente:
Organización de los XXI Juegos Centroamericanos y del Caribe Mayagüez 2010. 
| Clasificación del País | Clasificación del Total | Deportista        | País      | Disciplina        |   |   |   | Total |
| 1                      | 4                       | Albert Subirats   | Venezuela | Natación          | 5 | 2 | 1 | 8     |
| 2                      | 6                       | Olga Bosch        | Venezuela | Tiro con arco     | 5 | 0 | 2 | 7     |
| 3                      | 9                       | Andreína Pinto    | Venezuela | Natación          | 4 | 1 | 1 | 6     |
| 4                      | 15                      | Daniela Larreal   | Venezuela | Ciclismo de Pista | 4 | 0 | 0 | 4     |
| 5                      | 29                      | Pablo Barrios     | Venezuela | Equitación        | 3 | 0 | 0 | 3     |
| 5                      | 29                      | Yaniuska Espinosa | Venezuela | Halterofilia      | 3 | 0 | 0 | 3     |
| 5                      | 29                      | Julio Luna        | Venezuela | Halterofilia      | 3 | 0 | 0 | 3     |
| 5                      | 29                      | Cristian Quintero | Venezuela | Natación          | 3 | 0 | 0 | 3     |
| 5                      | 29                      | José Ramos        | Venezuela | Canotaje          | 3 | 0 | 0 | 3     |
| 10                     | 58                      | Felipe Beuvrin    | Venezuela | Tiro              | 2 | 2 | 2 | 6     |